# Centre de documentation sur le nazisme
Le Centre de documentation sur le nazisme de la ville de Cologne (allemand : NS-Dokumentationszentrum der Stadt Köln) a été fondé le 13 décembre 1979 sur décision du Conseil municipal de Cologne et est devenu le plus grand mémorial local dédié aux victimes du national-socialisme de toute l’Allemagne. Depuis 1988, son siège occupe les murs de la EL-DE-Haus (Maison EL-DE), immeuble baptisé d’après les initiales de son maître d’ouvrage, le commerçant catholique Leopold Dahmen. Entre décembre 1935 et mars 1945, cet immeuble abrita le siège de la Gestapo colonaise. Au cours des derniers mois de Seconde Guerre mondiale, des centaines de personnes, principalement des étrangers condamnés au travail forcé, furent exécutés dans la cour intérieure de la EL-DE-Haus. Comme par ironie du sort, la EL-DE-Haus fut en grande partie épargnée par la guerre. Elle faisait partie des quelques bâtiments restés intacts dans le centre de Cologne, cette dernière étant l’une des villes les plus bombardées d’Allemagne à 90%.

## Histoire
Le Centre de documentation sur le nazisme (NS-DOK) est dédié à la fois à la commémoration des victimes du régime nazi et à la recherche sur l’histoire de Cologne à l’époque du national-socialisme ainsi qu’à sa médiation. Le 4 décembre 1981, un mémorial a été inauguré dans l’ancienne prison de la Gestapo. Environ 1 800 inscriptions et dessins réalisés par les détenus ont été conservés dans les dix cellules qui composaient l’étage supérieur des caves, situées au-dessus d’un abri antiaérien pour les agents de la Gestapo. Cette prison, qui est l’une des mieux conservées de l’époque nazie, constitue un patrimoine culturel majeur, tant sur le plan national qu’européen.

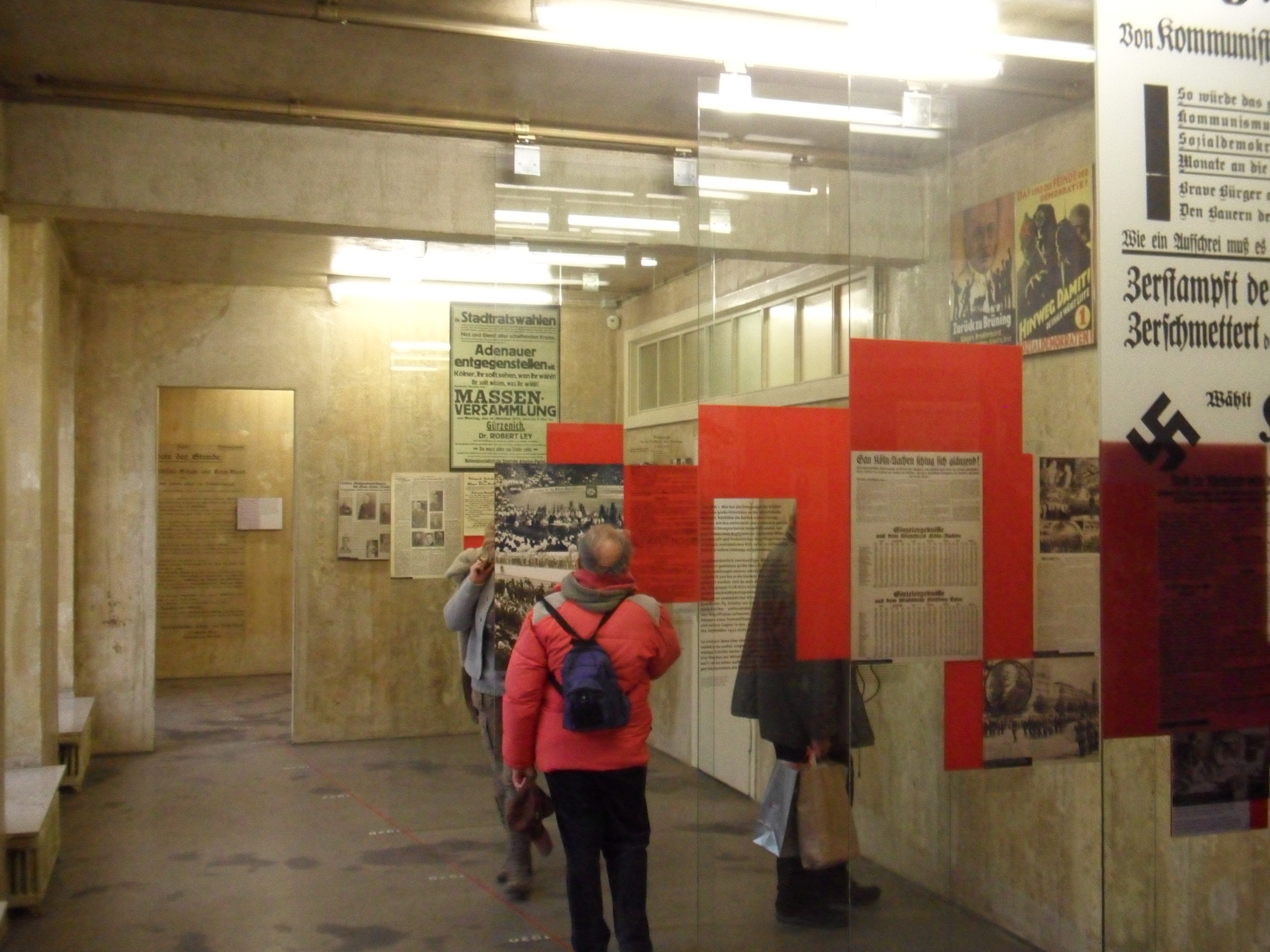
L’exposition permanente.

Ayant par la suite tenu lieu pour plusieurs services de l’administration de la ville de Cologne qui devint le locataire principal après la guerre, les cellules servirent de débarras ou de pièces d’archives. D’ailleurs, à Cologne comme partout en Allemagne, l’histoire des années 1933 à 1945 fut refoulée étant donné que la majorité de la population ne voulait plus se souvenir de cette époque afin d’effacer les sentiments de culpabilité et de honte ainsi que les conséquences juridiques potentielles de leurs comportements passés. Conséquemment, des discussions sur la période nationale-socialiste ont pris de l’ampleur à partir des années 1970 pour qu’aboutisse finalement une confrontation entre la génération d’après-guerre et celles de parents et des grands-parents, acteurs de discussions et survivants de la persécution nazie. Dans ce contexte, une personne clé doit être évoquée : Sammy Maedge. Ayant appris par un ancien persécuté l’existence de cellules dans la maison EL-DE, il demanda, au milieu des années 1960, la création d’un lieu de mémoire. C’est ainsi que, après maintes manifestations, des travaux de rénovation sont entamés à la fin des années 1978 dans les caves de la EL-DE Haus où ont œuvré plusieurs individus, dont l’instituteur de Cologne Kurt Holl, à fonder en janvier 1979 une « Initiative pour un centre de documentation Maison EL-DE » maintenant communément connue comme le NS-DOK. Aussi, Holl, lors d’une nuit de mars 1979, a documenté l’état des cellules ainsi que les gravures avec le photographe Gernot Hubert pour informer les agences de presse allemandes et internationales d’un témoignage important de la terreur nazie, griffée et écrite par les incarcérés.

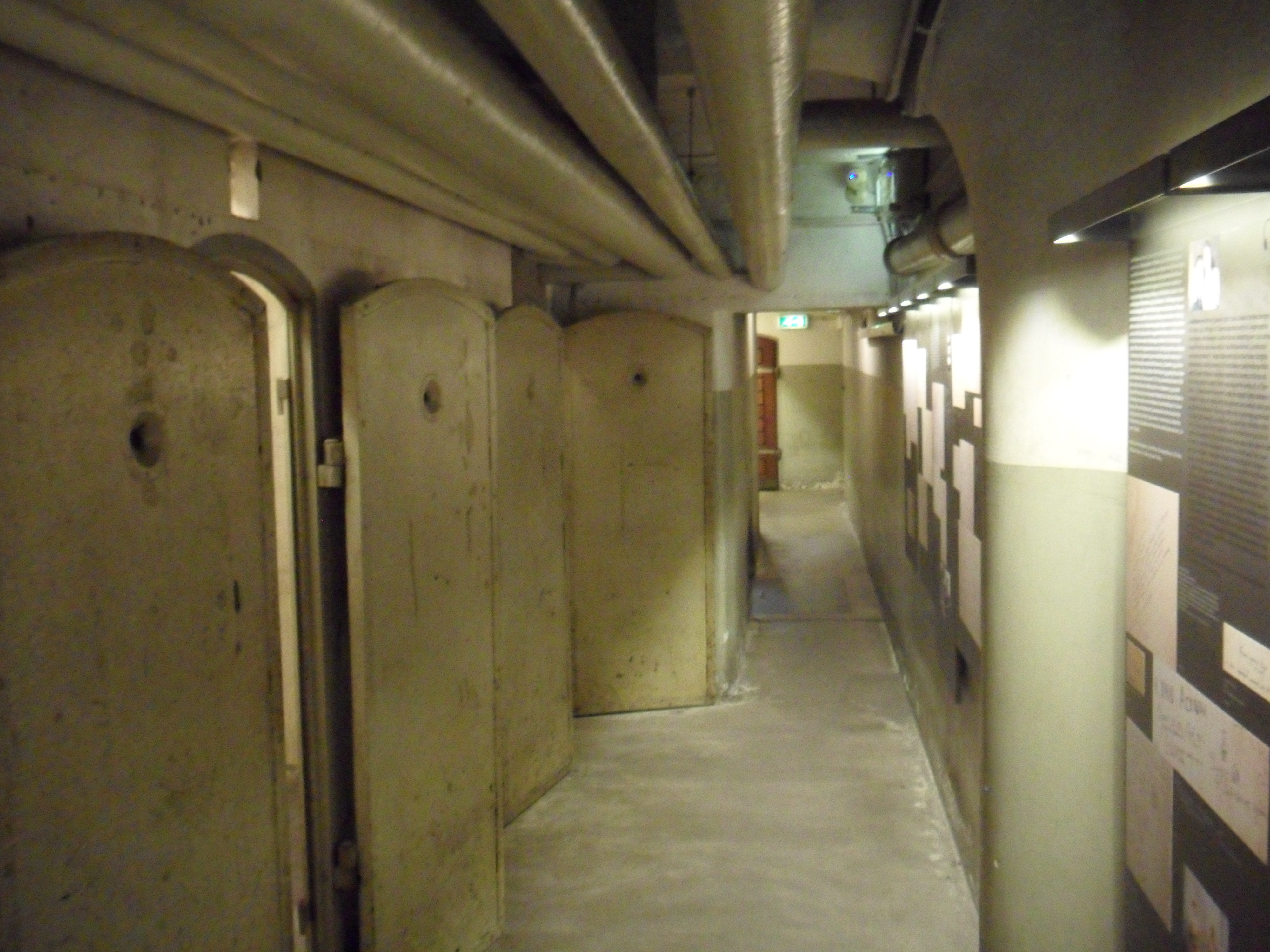
Cellules dans la cave.

L’exposition permanente "Cologne sous le nazisme", préalablement répartie sur deux étages, présentée à la EL-DE-Haus depuis juin 1997 par le Dr Horst Matzerath et une équipe de collaboratrices et collaborateurs, dévoile les différents aspects de la vie politique et sociale à Cologne à l’époque du national-socialisme : la prise de pouvoir et son appareil, la propagande et la "Communauté du peuple", la vie quotidienne, la religion, la persécution raciale et le génocide des Juifs ainsi que des Sinti et des Roms originaires de Cologne, la résistance, la guerre et son quotidien. Des expositions thématiques sur des aspects locaux et nationaux de l’époque nazie sont par ailleurs organisées et plus de 130 manifestations ont lieu chaque année. Le service de pédagogie muséale ainsi que celui d’information et de formation contre l’extrême-droite développent chacun dans leur domaine de nombreux programmes de formation.
En outre, non seulement le lieu de mémoire comprend et présente les anciennes cellules, une exposition permanente sur deux étages, des expositions temporaires, une bibliothèque et des pièces permettant d’organiser ces séminaires, le NS-DOK accorde également une place importante à l’apprentissage et à la recherche. Pour cela, deux lieux ont été aménagés : d’un côté, la bibliothèque avec son catalogue consacré à l’histoire de Cologne sous le nazisme ainsi qu’au national-socialisme et à l’extrême-droite et de l’autre, la documentation qui archive et répertorie dans des bases de données avant de les rendre accessibles au public ses vastes collections de photos, d’affiches, d’objets, de documents et de témoignages. De nombreux projets de recherches sont menés qui traitent par exemple de l’histoire juive, des comptes rendus et des interviews de témoins de l’époque, du travail forcé, de la police, de la presse et de la vie associative, des différents groupes de victimes ou encore de la mémoire du national-socialisme. Entre autres, c’est le cas du projet "Stolpersteine" (Pierres d’achoppement) créé en 1992 et installé par l’artiste berlinois Gunter Demnig qui aspirait à commémorer des personnes se trouvant exactement au dernier lieu de résidence ou de travail qui ont été choisies par la Gestapo avant d’être des victimes de la terreur nazie. De plus, parmi les principaux projets de recherche en cours, citons l’histoire de l’holocauste, la résistance, la Gestapo, la gestion des Gau par le NSDAP, l’urbanisme, la politique de santé publique ou encore les "Jeunesses hitlériennes". Les résultats de ces recherches sont ensuite publiés dans une série de publications éditées par le Centre de documentation lui-même, dans des "Cahiers d’activité", dans la série de publications du service d’information et de formation, dans des ouvrages indépendants ainsi que sur un site internet.
En tant qu’institution municipale, le Centre de documentation sur le nazisme fait partie depuis 2008 des Musées municipaux de Cologne et est chargé des questions en rapport avec le passé nazi de la ville ainsi que, depuis 1989, du programme de visite proposé par la ville à d’anciens condamnés au travail forcé. Le NS-DOK a reçu de nombreuses récompenses, dont le Museum of the Year Award – "Special Recommendation" en 2000.